# Освята
Об одноимённом польском обществе см. Просвещение (минское общество)
Освята (пол. Oświata) — польский дворянский герб.

## Описание
В червлёном поле под пятиконечной золотой звездой — лазоревая держава с золотым поясом и золотым крестом сверху.
На щите дворянский коронованный шлем. Нашлемник: три страусовых пера. Намет на щите червлёный, подложенный золотом.

## Герб используют
Ян Кох, г. Освята, 27.01.1820 жалован дипломом на потомственное дворянское достоинство Царства Польского. Герб Кохов внесен в Часть 1 Сборника дипломных гербов Польского Дворянства, не внесенных в Общий Гербовник, стр. 89.